# Bloxom
Bloxom – miasto w Stanach Zjednoczonych, w stanie Wirginia, w hrabstwie Accomack.